# Villarembert
Villarembert település Franciaországban, Savoie megyében. Lakosainak száma 245 fő (2022. január 1.). Villarembert Fontcouverte-la-Toussuire, Saint-Jean-d’Arves és Saint-Sorlin-d’Arves községekkel határos.

## Népesség
A település népessége az elmúlt években az alábbi módon változott:
| Lakosok száma | 257  | 249  | 247  | 249  | 252  | 250  | 247  | 245  |
|               | 2013 | 2015 | 2017 | 2018 | 2019 | 2020 | 2021 | 2022 |